# Opel & Beyschlag

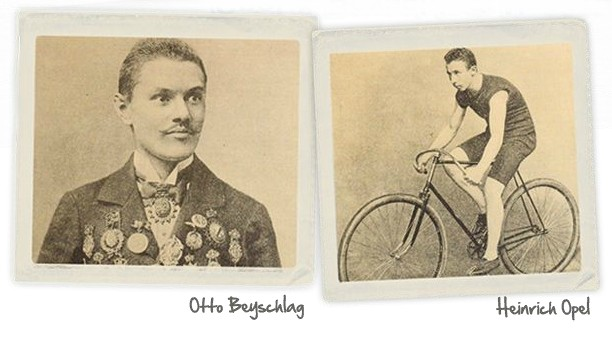
Otto Beyschlag und Heinrich Opel

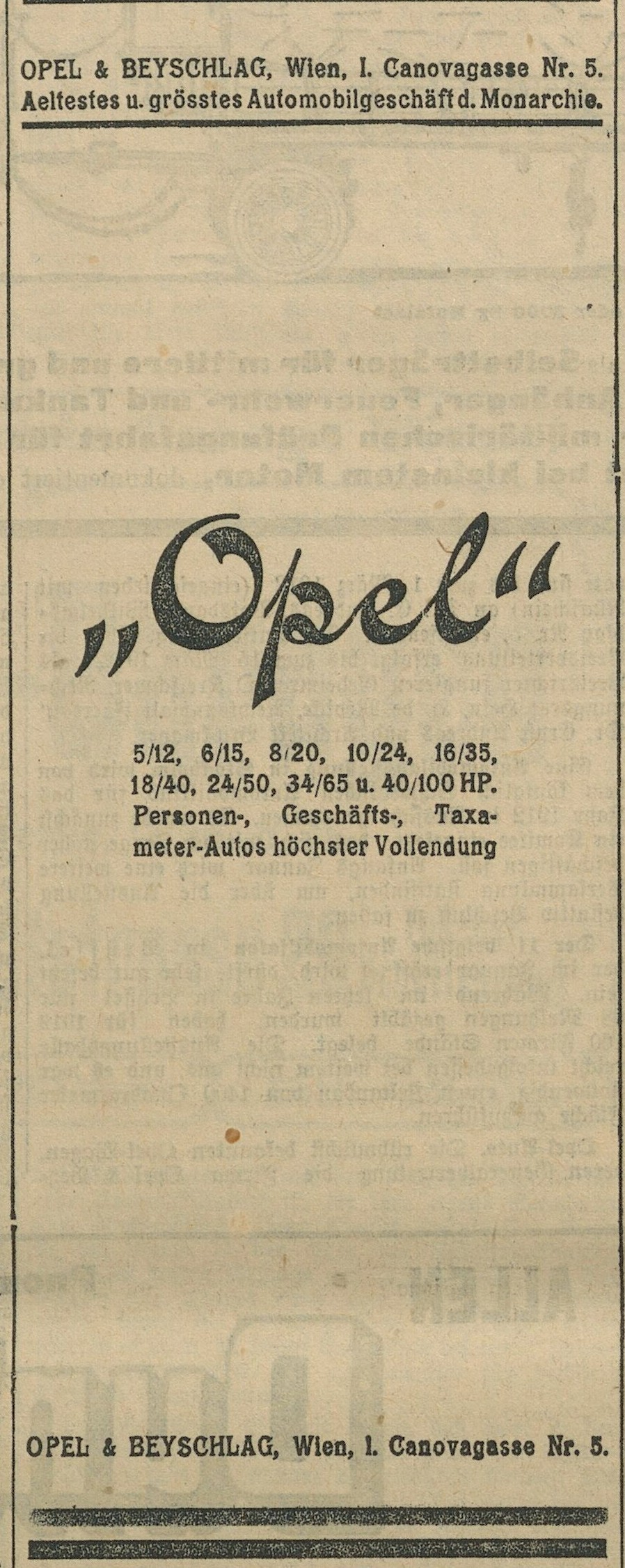
Zeitungsannonce von Opel & Beyschlag für Kraftfahrzeuge in Die Zeit (1911)

Opel & Beyschlag ist ein im Jahre 1893 von den beiden Radrennsport-Kollegen Otto Beyschlag und Heinrich von Opel (einer der fünf Söhne von Adam Opel, dem Gründer der Opel-Automobilwerke) ursprünglich zum Verkauf von Fahrrädern und Nähmaschinen gegründetes Handelsunternehmen in Wien. Der Abschluss des Gesellschaftsvertrages zwischen den beiden Partnern erfolgte bereits im Dezember 1892.
Mit mehr als zweihundert Beschäftigten an sechs Standorten in Wien ist die Opel & Beyschlag GmbH ein großer Opel-Händler Österreichs und vertreibt Automobile, Ersatzteile und Zubehör der Marken Opel, Ford, Chevrolet, KIA und Peugeot und ist für diese auch autorisierter Servicepartner. Für die bis kurz vor der Insolvenz des Herstellers im Dezember 2011 angebotenen KFZ der Marke Saab hat Opel & Beyschlag seinen Servicevertrag behalten und ist nach wie vor Vertragswerkstätte.
Zur Unternehmensgruppe gehört auch das Ersatzteillogistik-Unternehmen „Logistik Park 19“, das laut eigenen Angaben ständig ca. 57.000 Kfz-Ersatzteile auf 6.500 m² lagernd hat.

## Geschichte
Gegründet wurde Opel & Beyschlag von den Radrennsport-Kollegen Otto Beyschlag und Heinrich Opel, die im Privatleben gut befreundet waren. Mit nur 23 und 19 Jahren gründeten die beiden am Kärntner Ring in Wien 1892 die Firma Opel & Beyschlag. Ursprünglich waren Fahrräder und Nähmaschinen der Handelsgegenstand des Betriebes.
Nur drei Jahre nach Firmengründung wurde Otto Beyschlag zum Alleininhaber, da sein Geschäftspartner Heinrich Opel nach dem Tod seines Vaters die Adam Opel AG in Rüsselsheim übernahm und Wien verließ. Zu diesem Zeitpunkt besaß Opel & Beyschlag in Wien neben der Niederlassung am Kärntner Ring vier Fahrradschulen und die „Erste Wiener Räder Vermietung“.
Kurz vor der Jahrhundertwende erkannte man, dass die Zukunft der Opel Werke nicht bei den Nähmaschinen liegen würde, und begann mit der Produktion von Fahrrädern und Automobilen. Ab 1899 wurde Opel & Beyschlag also offizieller Importeur für Opel Patent Motorwagen für Österreich-Ungarn. Opel & Beyschlag war somit die erste Vertretung von Opel außerhalb Deutschlands. 15 Jahre später konnten bereits 150 Opel Automobile auf Österreichs Straßen gezählt werden. Auch Otto Beyschlags Frau Therese beteiligte sich aktiv im Geschäft. Sie war eine der ersten anerkannten Automobilistinnen Österreich-Ungarns und forcierte die Zusammenarbeit mit Fahrschulen für Bekanntheit.
Auch das zweite Standbein des Unternehmens, die Fahrräder, wurde schließlich ausgetauscht, nämlich gegen Motorräder aus Rüsselsheim. Inhaber Otto Beyschlag war mit den Leistungen der dort produzierten Fahrzeuge jedoch nicht zufrieden und brachte 1903/04 zwei eigene Motorräder auf den Markt. Da heute kein Modell der Marke Opel & Beyschlag bekannt ist, ist davon auszugehen, dass die verkaufte Stückzahl sehr gering war.
Während des Ersten Weltkrieges beteiligte sich die Adam Opel KG erneut an Opel & Beyschlag, bevor die Familie Opel ihr Unternehmen 1929 dann an General Motors verkaufte. Ein großer Schritt für die Marke, der für den Generalvertreter Opel & Beyschlag in Österreich aber vorerst ohne Konsequenzen blieb.
In der Zwischenzeit wurde Otto Beyschlag zum Kommerzialrat ernannt und 1930 auch Präsident des „Verbandes österreichischer Automobilhändler“. In dieser Position arbeitete er intensiv daran, der Weltwirtschaftskrise zum Trotz so viele Arbeitsplätze wie möglich zu schaffen.
Im Jahr 1933 trat dann die Tochter Beyschlags, Sophie Beyschlag (verehelicht Hall), in den Betrieb ein und übernahm diesen 1945, nachdem Otto Beyschlag (vermutlich an einer Kriegsverletzung) verstarb. Bereits 1946 beteiligte sich mit Prokurist Fritz Hall die dritte Generation am Familienbetrieb. In den folgenden zehn Jahren versuchte man das Unternehmen nach den schwierigen Kriegsjahren zu sanieren und mehrere Niederlassungen in Wien wurden aufgebaut.
Einen großen Meilenstein in der Firmengeschichte markiert das Jahr 1956. In diesem Jahr wurde ein 7000 m2 großes Areal in der Muthgasse, im 19. Wiener Gemeindebezirk, angekauft. Keine Bank sah Gutes in der Übersiedlung des Unternehmens von der noblen Adresse am Kärntner Ring an den Stadtrand, nur Dr. Josef Taus von der Giro Zentrale erkannte die Weitsicht der Unternehmer und ermöglichte die Finanzierung des Vorhabens.
Diese Weitsicht sollte sich bestätigen, als bis 1966 alle Standorte in der Muthgasse zentralisiert und weitere 7000 m2 angekauft wurden. Auf insgesamt 14.000 m2 entstand dort das modernste Reparaturwerk Österreichs. Ab 1969 wurde nicht mehr handwerklich, sondern nach industriellen Methoden die Reparatur von Opel-Automobilen betrieben.
1979 wurde das Unternehmen an die vierte Generation, den Urenkel von Otto Beyschlag, Hans Hall, übergeben. Zu dieser Zeit wurde auch dem bereits verstorbenen Firmengründer Otto Beyschlag eine besondere Ehre zu Teil: eine Gasse im 21. Wiener Gemeindebezirk wurde nach ihm benannt.
Mit der Übernahme durch Hans Hall folgten auch die nächsten großen Veränderungen. Bereits 1980 wurde in der Leopoldauer Straße 141 im 21. Bezirk eine Zweigstelle errichtet und 1981 trotz vorangehender Proteste ein Schichtbetrieb von 06:00 – 22:45 Uhr in der Muthgasse eingeführt. Dies war einmalig in Österreich und nur möglich, weil der Betrieb ob seiner Größe nicht mehr als Handwerks-, sondern als Industriebetrieb galt und somit ein anderer Kollektivvertrag Anwendung fand. Im Jahr 1983 wurde Opel & Beyschlag vom Handelsminister Dr. Josef Staribacher die Auszeichnung verliehen, das österreichische Staatswappen führen zu dürfen.
In den Folgejahren wurden weitere Standorte eröffnet und 1998 schließlich der Wiener Opel Betrieb Kandl übernommen.
Um das langfristige Bestehen des Betriebes zu sichern wurde Opel & Beyschlag 2005 Teil der AVAG Holding SE, einer der erfolgreichsten Automobilhandelsgruppen in Europa, deren Hauptmarke Opel ist.
Zuletzt wurde noch 2010 die Marke Ford in das Portfolio des Betriebes mit aufgenommen.